# Kościół św. Małgorzaty w Pierzchnicy
Kościół świętej Małgorzaty w Pierzchnicy – rzymskokatolicki kościół parafialny znajdujący się w mieście Pierzchnica, w województwie świętokrzyskim. Należy do dekanatu chmielnickiego diecezji kieleckiej.

## Historia i architektura
Obecna świątynia murowana, ufundowana przez wojewodę sandomierskiego Macieja Sołtyka i jego małżonkę, Małgorzatę, właścicieli Kurozwęk, została wzniesiona w stylu klasycystycznym w latach 1798–1800. konsekrował ją w 1808 roku, w „niedzielę po św. Jadwidze”, lubelski biskup pomocniczy, Jan Kanty Lenczowski. Poprzedni kościół drewniany pochodzący z około 1470 roku został rozebrany w 1840 roku.
Budowla składa się z trójprzęsłowej prostokątnej nawy oraz jednoprzęsłowego prezbiterium, zamkniętego półkolistą apsydą. Wystrój wnętrza pochodzi częściowo ze starego kościoła oraz z czasów budowy nowego kościoła.
Kościół posiada cztery ołtarze. Ołtarz główny został wykonany w 1892 roku przez Pawła Turbasa. Ołtarze boczne reprezentują styl barokowy. Ołtarz Pana Jezusa Ukrzyżowanego pochodzi z poprzedniej świątyni i został wykonany w 1 połowie XVII stulecia.
Do parafii należy cmentarz przy ul. Kościelnej, na którym znajduje się pomnik powstańców styczniowych.

## Zespół zabytkowy
Zespół kościoła parafialnego został wpisany do rejestru zabytków nieruchomych (nr rej.: 132 z 31.08.1989). W jego skład wchodzą:
- kościół pw. św. Małgorzaty (nr rej.: 354 z 4.01.1957),
- cmentarz przykościelny przy ul. Urzędniczej z ogrodzeniem z przełomu XIX/XX w.,
- dzwonnica z 1800 r.,
- plebania z przełomu XIX/XX w.,

## Galeria zdjęć

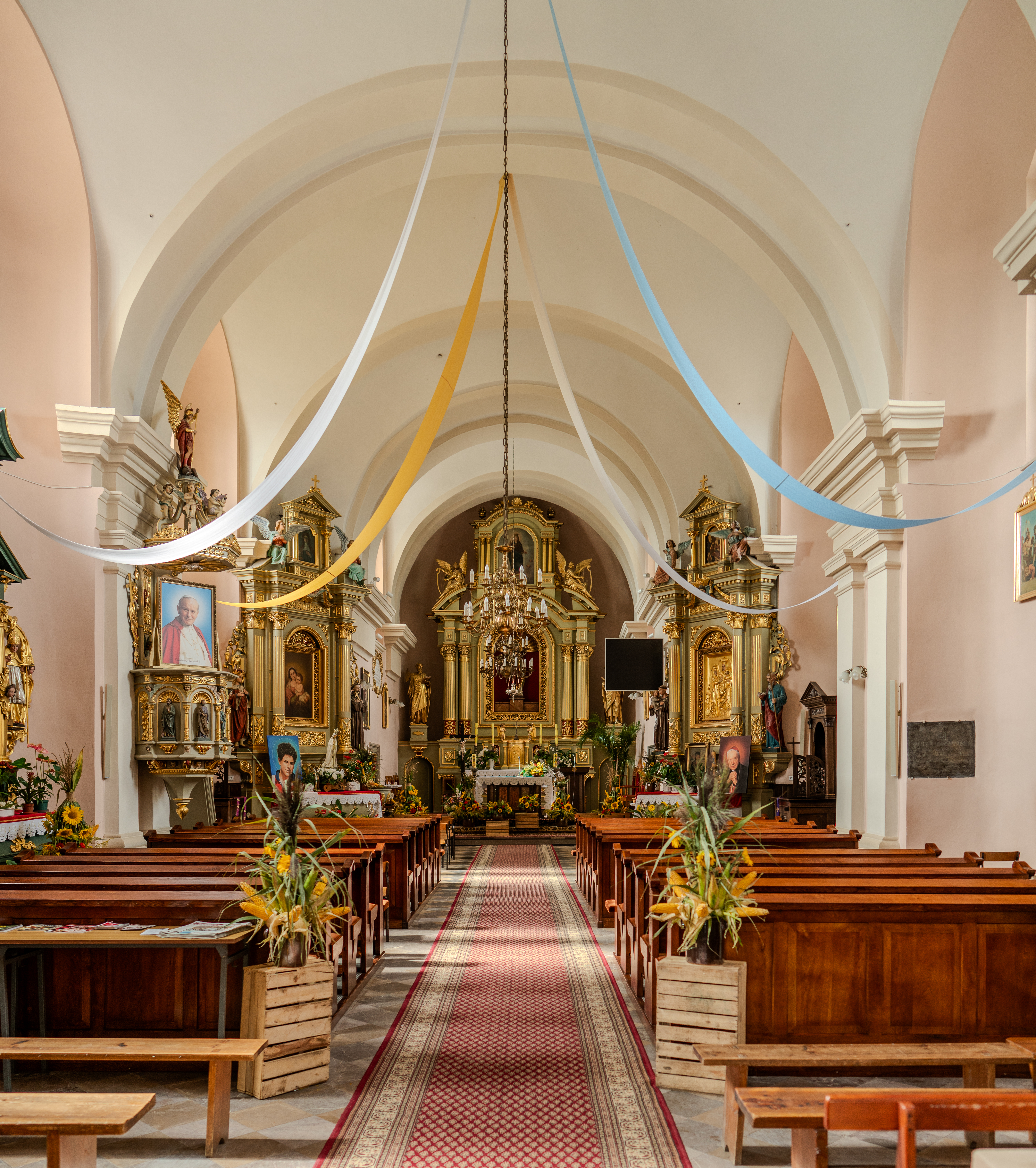
Wnętrze kościoła
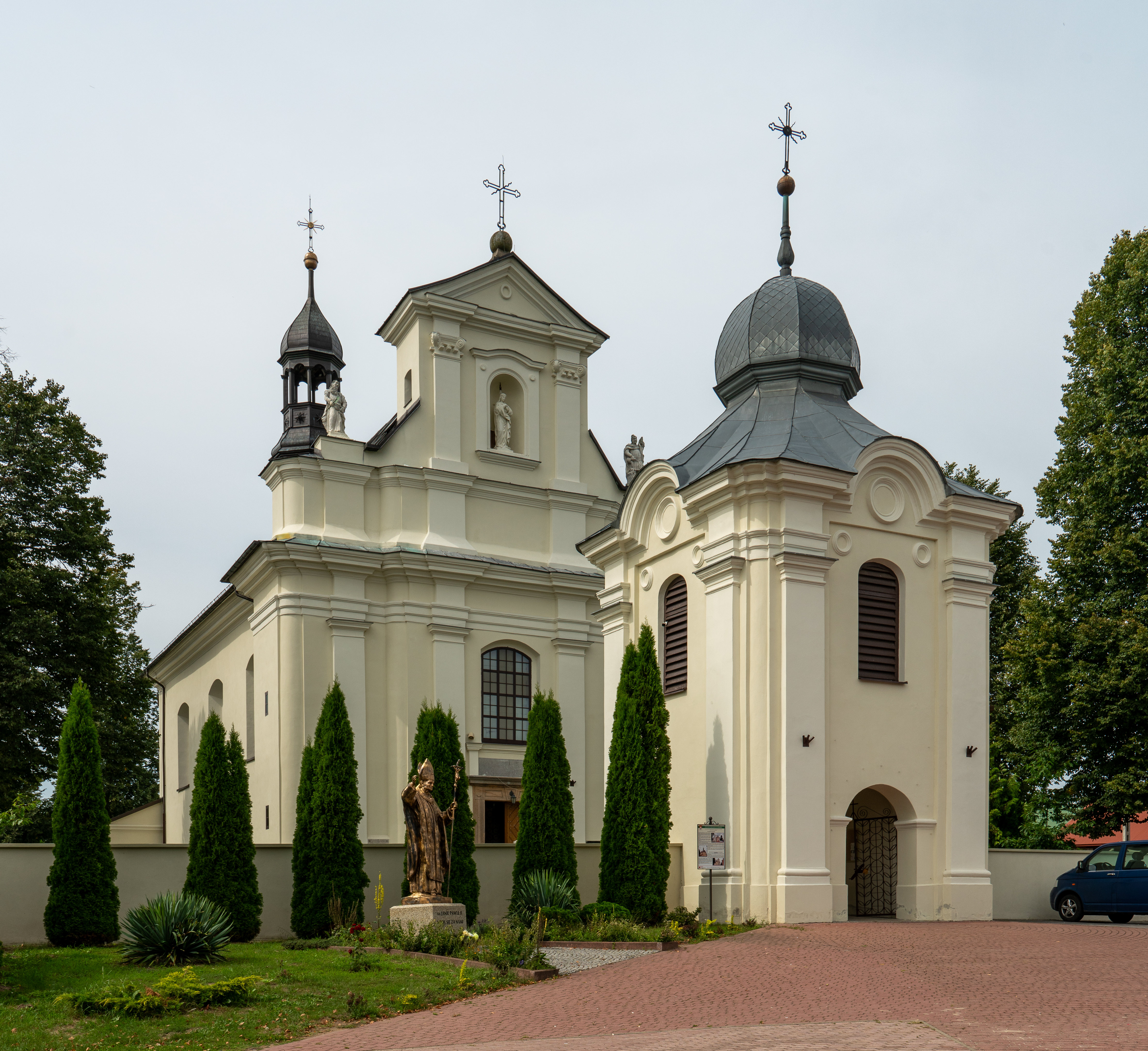
Kościół
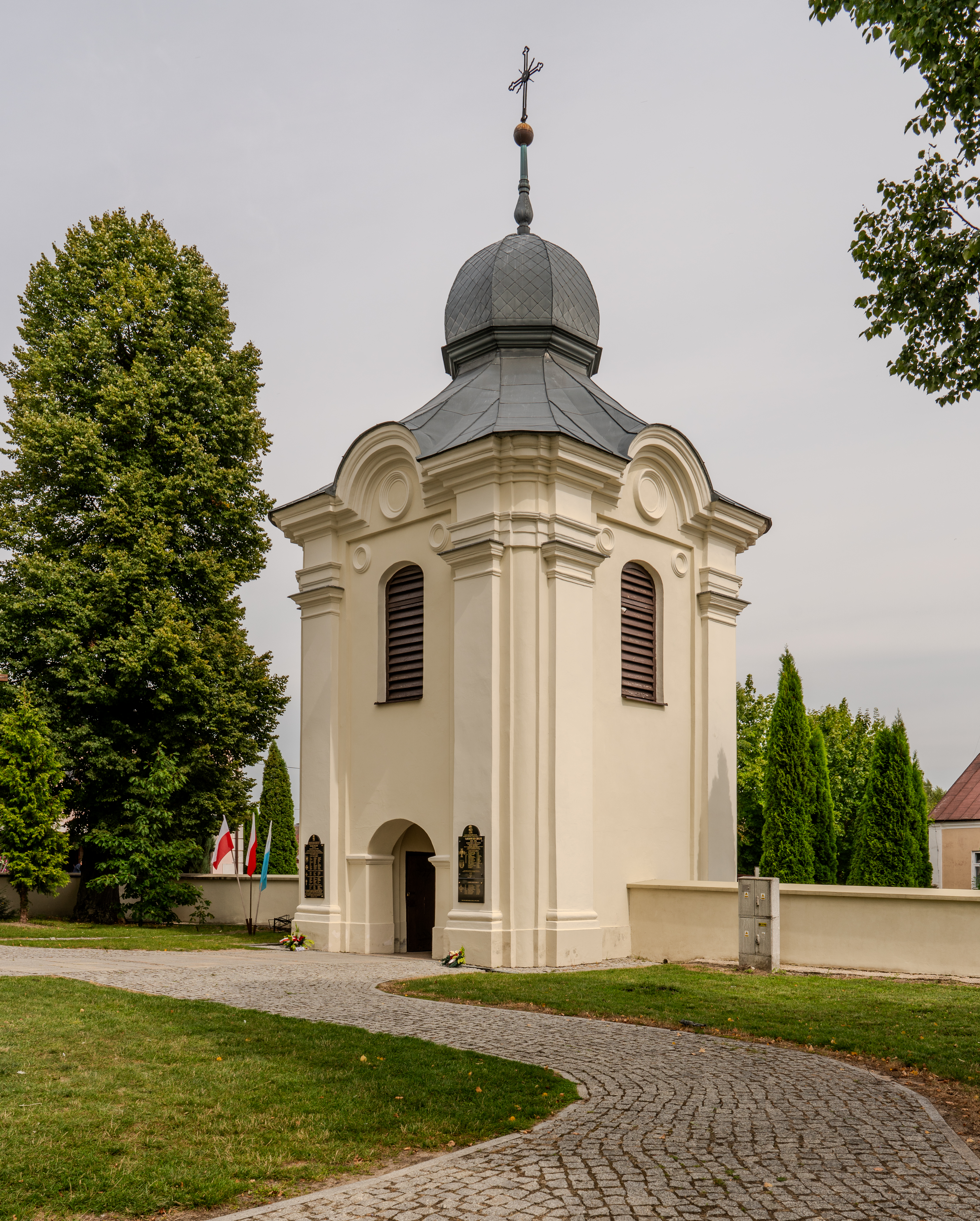
Dzwonnica
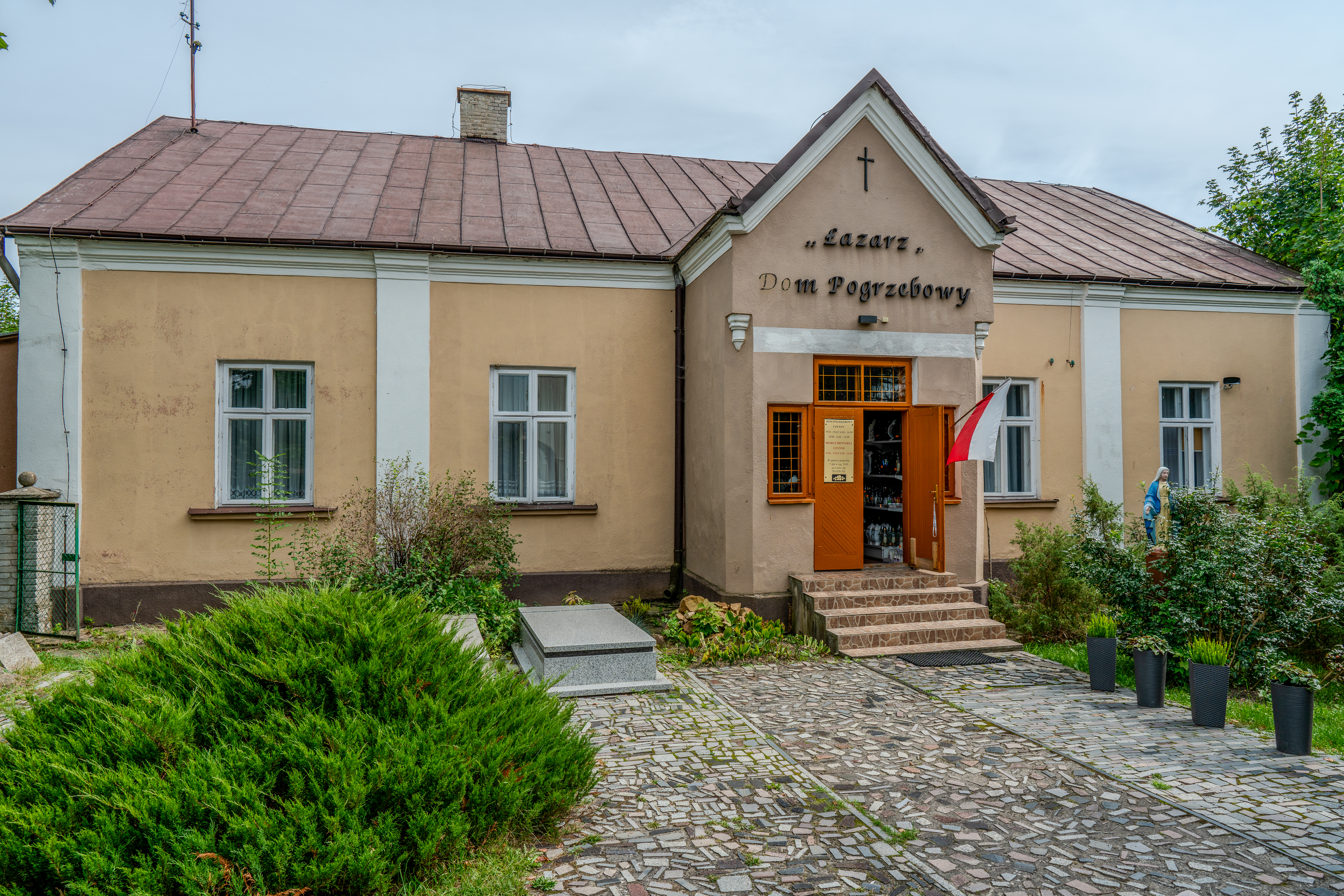
Stara plebania